# 寄生前夜
《寄生都市》又名《異魔》，日本作家瀬名秀明的科幻小说。该小说在第二届日本恐怖小说比赛中获得冠军，发行量达140万册，打破日本国内同类小说销量，漫画版由しかくの作画。1997年，翻拍同名电影，由三上博史、叶月里绪菜及SMAP成员稻垣吾郎等主演。
在亿万年间，生物不停的进化。在生物的体内，直接提供能量的是线粒体。线粒体的进化速率快于生物本身，以致现在线粒体早已经有了意识，并且本身拥有强大的力量，輕易能製造電流，導致生物自燃，甚至可以幻化出人形。在某个时刻的日本，线粒体藉助某遺傳學研究者的妻子現形了，它们要自人體產出純线粒体的夏娃，消灭人类，主宰这个世界……

## 電影
1997年2月1日東寶株式會社公開的日本電影。公開當時，作為不合恐怖電影這樣的理由，故事大幅度被變更，故事主軸，改為探討愛情，是否是天然產生，還是有意操弄。監督是當時共同電視的導演的落合正幸。

### 製作人員
- 助理·製片人：關口大輔（日语：関口大輔）
- 監督：落合正幸（日语：落合正幸）
- 製作：村上光一（日语：村上光一）、川合多喜夫
- 製片：小牧次郎（日语：小牧次郎）、大川裕、堀部徹（日语：堀部徹）
- 脚本：君塚良一（日语：君塚良一）
- 音楽：久石讓
- 撮影：柴崎幸三（日语：柴崎幸三）
- 編集：深沢佳文
- 合作製片：遠藤龍之介、上木則安、内山浩昭、菊池信夫

### 角色
- 永島利明：三上博史
- 永島聖美，Eve1：葉月里緒奈
- 吉住貴嗣：別所哲也（日语：別所哲也）
- 朝倉佐知子：中嶋朋子
- 大野達郎：稻垣吾郎
- 安齊麻理子：大村彩子
- 安齊重德：深水三章（日语：深水三章）
- 石原睦男：三谷昇（日语：三谷昇）
- 片岡茂：河原崎建三（日语：河原崎建三）
- 小田切悅子：萬田久子（日语：萬田久子）
- 泉水學：渡邊一惠
- 主持人：大杉漣

## 電子遊戲
1998年，日本Squaresoft（史克威爾）在PlayStation上推出動作RPG遊戲《寄生前夜》。
1999年，日本Squaresoft（史克威爾）在PlayStation上又推出《寄生前夜II》，遊戲的操作變得更像著名的恐怖逃生遊戲《生化危機》。由於遊戲的系統發生了較大改變，因此褒貶不一。這個遊戲在故事上接續上作遊戲。阿雅在上次的線粒體事件後，又接到秘密情報，發現某沙漠小鎮附近存在秘密的研究機構，並且製造了很多的線粒體生物。阿雅在潛入這個秘密機構後，發現了小女孩Eve。阿雅在朋友的幫助下，摧毀了這個機構，並將小Eve帶回家收養。
2010年12月22日，日本SQUARE ENIX CO., LTD.在PlayStation Portable上推出《第三次生日》（The 3rd Birthday），遊戲的操作變更為第三人稱射擊。這遊戲在故事人物接續上作遊戲，但故事由線粒體生物變為名為扭曲者的異時空生物。在《第三次生日》中，“扭曲者”是因為現代的某個事件發端而從遙遠未來誕生的神秘存在，以人類為餌食的它們，擁有各種壓倒性的強大力量，而唯一能夠跟它們對抗的，只有阿雅身上的“Over Dive系統”能力而已。
身材纖細美麗的她，在"喪失的過去"影響下，不再為他人而戰，將是為自己而戰。
所謂的“Over Dive系統”，是指能夠將自己的意識轉移到在跟“扭曲者”交戰中的士兵們身上，控制他們的身體來展開行動或是戰鬥的能力。因此在遊戲中，玩家必須利用這股能力來因應戰況，一邊變換自己控制的身體，一邊採取各種作戰行動。而遊戲中的主題歌是由《Superfly》主唱的《Eyes on me》。
然而The 3rd Birthday故事與過往設定上的嚴重落差跟過度狗血的結局並不得老玩家及原版小說讀者的青睞
以及系統上的苛刻設定因素皆招致嚴重惡評

近年2015於E3展上的Final Fantasy VII remake概念影片出現了The 3rd Birthday主角的廣告招牌
https://www.crunchyroll.com/anime-news/2015/06/16/aya-brea-of-parasite-eve-makes-a-cameo-in-the-ffvii-remake-trailer（页面存档备份，存于）

SQUARE ENIX也於2018在歐洲完成PARASITE EVE商標申請
https://www.animenewsnetwork.com/daily-briefs/2018-11-26/parasite-eve-trademark-filed-under-square-enix-in-europe/.139987（页面存档备份，存于）